# 殷瑞钰
殷瑞钰（1935年7月28日—），江苏苏州人，中国冶金专家，中国工程院院士，曾任河北省冶金厅厅长，冶金工业部总工程师、副部长，钢铁研究总院院长，现任钢铁研究总院教授级高级工程师、名誉院长。

## 生平[1]
1957年，毕业于北京钢铁工业学院（现北京科技大学）。
1994年，当选中国工程院院士。